# Westinghouse Electric Company
Westinghouse Electric Company (WEC) – amerykańskie przedsiębiorstwo specjalizujące się w produkcji urządzeń wykorzystujących energię nuklearną, ich bieżącej obsłudze, serwisie oraz kontroli, a także w projektowaniu siłowni jądrowych na rzecz sektora cywilnego i wojskowego.

## Charakterystyka działalności
Nazwa przedsiębiorstwa pochodzi od nazwiska założyciela jej protoplasty w 1886 roku, George’a Westinghouse’a. Do dziś, Westinghouse wyprodukowała ponad 440 komercyjnych reaktorów jądrowych używanych na terytorium Stanów Zjednoczonych i w innych krajach świata, generujących łączną energię o mocy ponad 368 gigawatów. Westinghouse jest także jednym z dwóch głównych dostawców siłowni nuklearnych dla okrętowych systemów napędowych amerykańskiej marynarki wojennej. WEC prowadzi działalność operacyjną w 17 krajach poza USA.
W 2006 roku Westinghouse Electric została sprzedana korporacji Toshiba za kwotę 5,4 mld dolarów. W marcu 2017 roku Toshiba ogłosiła, że Westinghouse złoży wniosek o ogłoszenie upadłości na podstawie amerykańskiego prawa (tzw. rozdział 11) z powodu strat w wysokości 9,8 mld USD (na koniec 2016), wynikających z budowy reaktorów jądrowych w USA (elektrownia jądrowa Vogtle w stanie Georgia oraz elektrownia jądrowa Virgil C. Summer w Karolinie Południowej). W 2018 roku Westinghouse został kupiony od Toshiby za 4,6 mld USD przez Brookfield Business Partners (do tej pory korporacja nie działała w sektorze energetyki jądrowej).